# Luis Vásquez (beisbolista)
Luis Miguel Vásquez (nacido el 3 de abril de 1986 en San Pedro de Macorís, República Dominicana) es un lanzador dominicano de ligas menores que se encuentra en la organización de Los Angeles Dodgers.
Vásquez fue firmado como amateur en 2003 por los Dodgers y alternó su tiempo de juego entre las ligas de novatos y Clase-A entre 2007 y 2009. En el año 2010 con los Great Lakes Loons fue seleccionado para el equipo All-Star de la Midwest League durante una temporada donde terminó con récord de 3-2 con una efectividad de 2.68 y acumuló 20 salvamentos.
Los Dodgers lo agregaron a su roster de 40 jugadores en noviembre de 2010 y comenzó la temporada con los Rancho Cucamonga Quakes. Fue retirado del roster de 40 jugadores el 9 de junio de 2011, cuando fue enviado a Rancho Cucamonga Quakes. Sólo apareció en 13 partidos con Rancho Cucamonga Quakes en 2011, pasando la mayor parte de la temporada en la lista de lesionados. Terminó con récord de 0-2 con una efectividad de 3.77, mientras dio 21 boletos y ponchó a 11.